# Lasioserica assamicola
Lasioserica assamicola är en skalbaggsart som beskrevs av Ahrens 2004. Lasioserica assamicola ingår i släktet Lasioserica och familjen Melolonthidae. Inga underarter finns listade i Catalogue of Life.